# Franz Rudolf van der Grinten
Franz van der Grinten (* 14. August 1967 in Kleve, Niederrhein) ist ein deutscher Autor und Publizist, Kunsthändler, Kunstberater, Gründer und Inhaber der Van der Grinten Galerie in Köln.

## Werdegang
Er ist der Sohn von Franz Joseph van der Grinten und Ingeborg Weber.
Er ist Vertreter der Familie Van der Grinten im Vorstand der Stiftung Museum Schloss Moyland.
Außerdem ist er Mitglied des Beirats der Spiegelberger Stiftung Hamburg.